# Léontine Permeke
Léontine Permeke (Poperinge, 17 september 1858 – Oostende, 18 juni 1923) was een Belgische fotografe. Ze is de eerste vrouw die zich als fotografe permanent in Ieper vestigde.

## Biografie

### Geboorte
Léontine Permeke wordt als Maria Leontina Permeke geboren in de Gasthuisstraat te Poperinge. Ze is de jongste dochter van Pieter Permeke en Natalia Vanhaelewyn. Léontine groeit op tussen haar 11 broers en zussen. Een van hen is de kunstschilder Henri Permeke. Dat maakt deze fotografe ook de tante van Constant Permeke, een beroemde Belgische, expressionistische kunstschilder en beeldhouwer.

### Gezin
Op 23 augustus 1882 huwt Léontine Permeke met de Ieperse koopman Honoré Antony. Het koppel woont vanaf 1883 in Boterstraat 1, in het centrum van Ieper.
Al snel volgt de eerste zoon. Op 9 juni 1883 wordt Maurice Antony geboren. Een jaar later, op 21 juni 1884, volgt een tweede zoon Robert, maar sterft al twee maanden later. Op 1 juli 1885 volgt zoon drie, Robertus Antony. Het koppel wordt op 1 augustus 1886 nog eens ouders van Valerius. Op zes maanden sterft ook deze zoon.

### Professioneel leven
In 1887 vestigt het gezin zich in de Rijselsestraat te Ieper, waar Honoré en Léontine een winkel in lederwaren openen. Er volgt al snel een uitbreiding met een bijhuis van de Brusselse fotograaf Auguste Despret.
Op deze plek leert Léontine het fotografisch vak. Daarbovenop vindt ze inspiratie in de realistische werken van haar broer Henri Permeke. Na enkele jaren wordt de samenwerking met Despret stopgezet. Dat betekent de start van een eigen fotografiezaak, onder de naam H. Antony-Permeke, photographe.
Terwijl Honoré zich focust op de zakelijke kant van het verhaal, leeft Leontiné zich uit met haar cameratoestel. Als vrouw moet ze stevig haar mannetje staan in de ondernemerswereld. Al snel groeit haar aanzien als fotografe. Ze focust zich op portretten. En dat zowel van individuen, als van groepen.
De zaak wordt een echte familieonderneming, wanneer omstreeks 1899 de oudste zoon Maurice als fotograaf aan de slag gaat. In 1901 zet ook Robert z'n stappen in de fotografiewereld. Beiden leren de kneepjes van het vak dankzij hun moeder Léontine.
Dankzij die extra werkkrachten is de familie in staat om extra vestigingen te openen in Poperinge, Bailleul en Hazebroek. Bovendien verhuist de firma naar een groter pand in de Rijselstraat, met volgend uithangsbord:
Photograpie - reproductions - agrandissement; On opère le soir à la lumière artificielle; Installation spéciale pour grands groups, noces et sociétés; fournitures générales; Reproductions et agrandissements en tous genres - spécialités de portraits peints et au charbon inaltérable; Cadres, chevalets, albums, travaux pour amateurs et photograpes.

Het belang van de zaak blijft groeien. Er wordt een opnamestudio op zolder ingericht met grote ramen en glazen dak. Via gordijnen regelen de fotografen de lichtinval. Iedereen staat voor de lens: van kinderlijke portretten tot militaire poses. Niet enkel klassieke foto's worden gedrukt. De familie creëert ook briefkaarten en foto's op bijvoorbeeld hout en marmer.

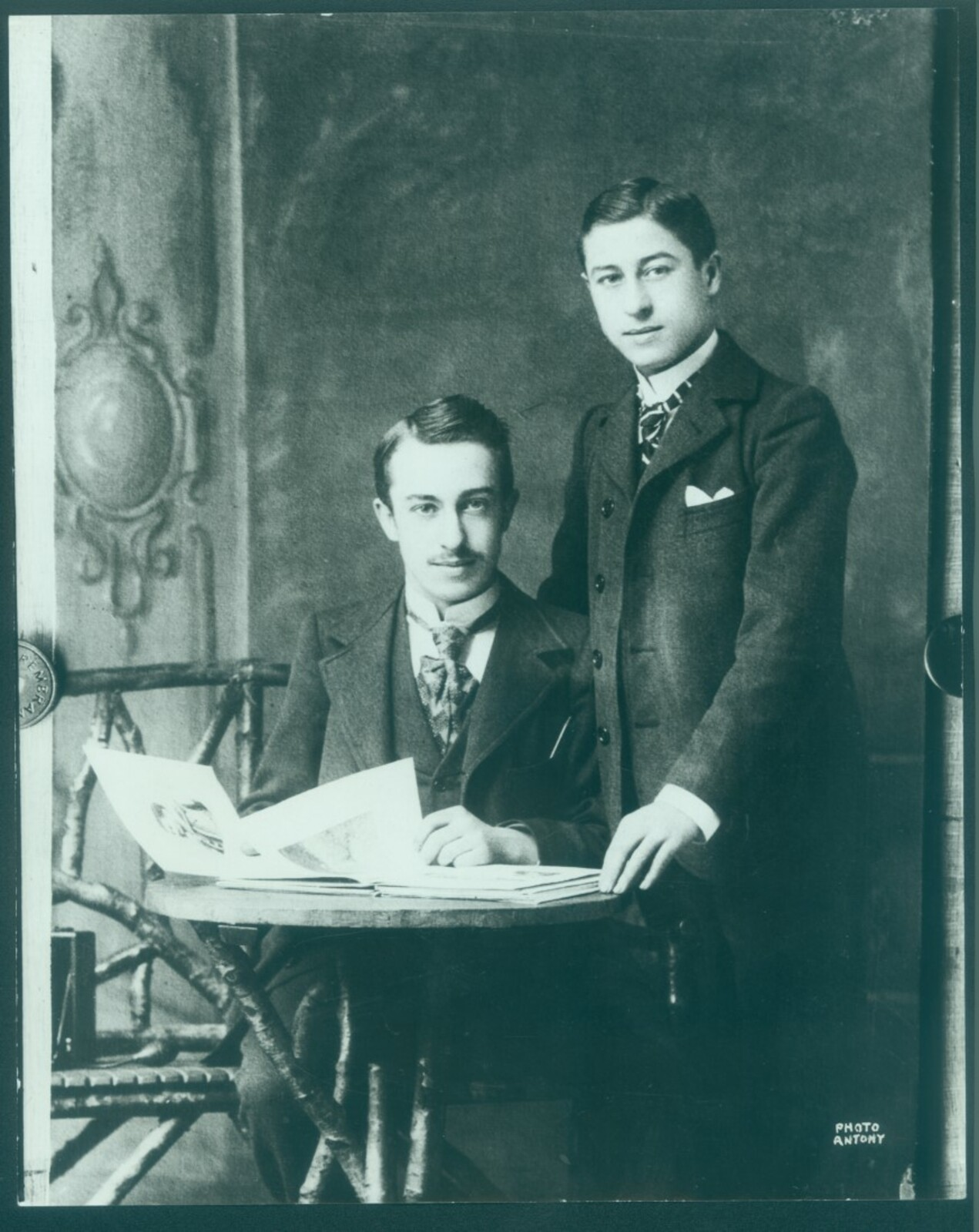
Léontine Permeke legde haar 2 zonen, Maurice en Robert Anthony, vast op beeld.
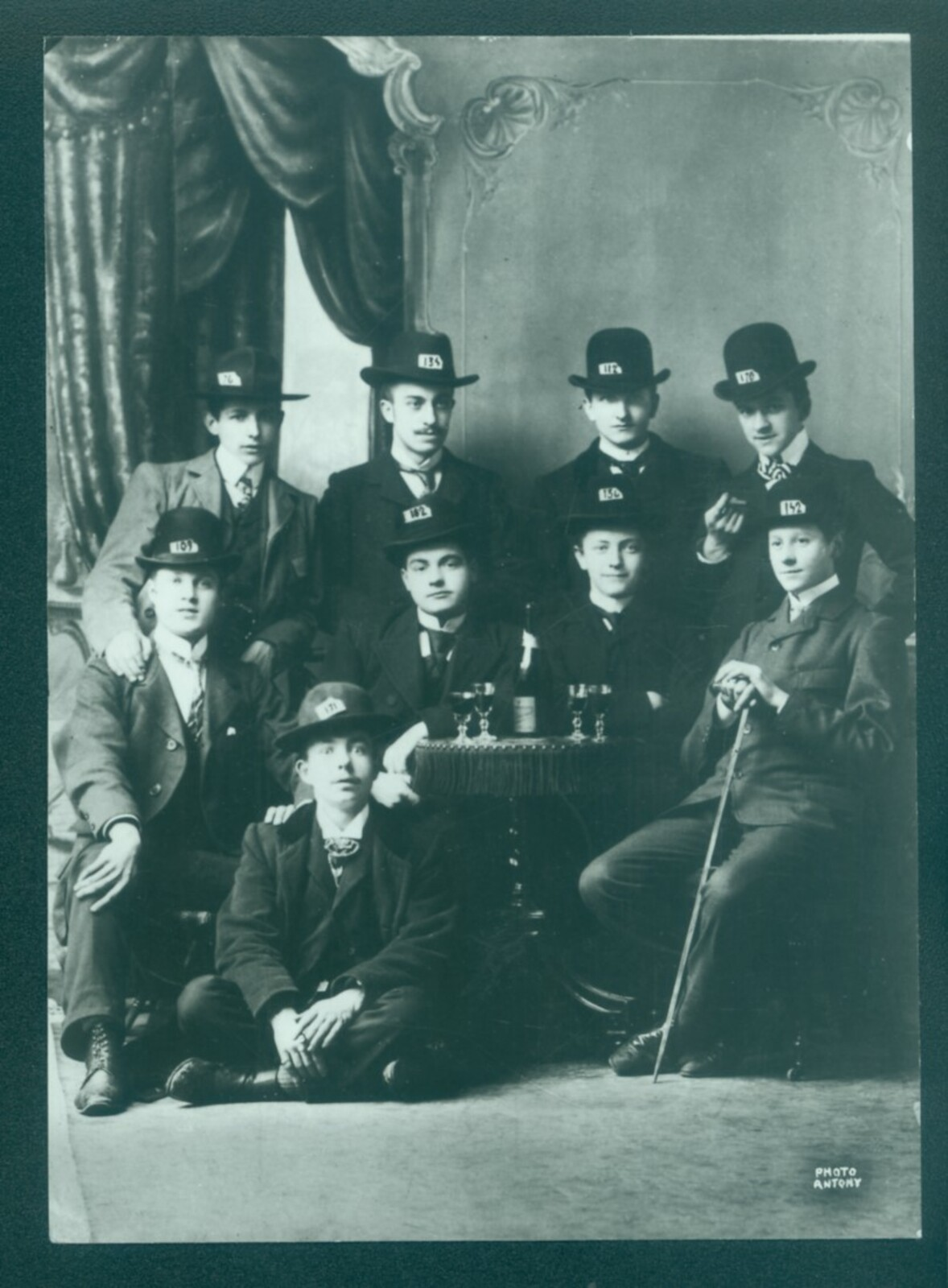
Groepsportret van 9 Ieperse lotelingen.

### De Eerste Wereldoorlog (1914 - 1918)
De Eerste Wereldoorlog gooit roet in het eten voor Léontine en haar professionele carrière. In oktober 1914 beslist de fotografe om naar Frankrijk te vluchten, samen met haar oudste zoon Maurice. Later gaan Honoré en Robert hun gezinsleden achterna. De familie verblijft op verschillende adressen, waar ze telkens hun professionele activiteit proberen verder te zetten.
Léontine en haar gezinsleden vestigden zich op volgende plaatsen: Boulogne-sur-Mer, Montmorency, Enghien-les-Bains, Langrune-sur-Mer. Op die laatste plek sterft Honoré op 75-jarige leeftijd.
Twee maanden na zijn dood, op 5 november 1919, trekt Léontine met haar zonen naar Oostende. Het plan om na de wederopbouw terug naar Ieper te keren, zal ze nooit kunnen uitvoeren. Léontine sterft op 18 juni 1923 in de badstad. Ze is dan 65 jaar oud. Ze wordt wel met haar man in Ieper begraven.
Na haar dood blijven Maurice en Robert achter de lens staan. Beide worden internationaal erkende fotografen wanneer ze de vernietiging van Ieper op beeld vastleggen.
Haar oeuvre, samen met de foto's van haar zonen Robert en Maurice, vormt een belangrijke inkijk in het Ieperse leven, voor, tijdens en na de oorlog. De beeldenbank is van groot belang voor het Vlaamse erfgoed.